# Silverton (Colorado)
Silverton é uma vila localizada no estado americano do Colorado, no Condado de San Juan.

## Geografia
De acordo com o United States Census Bureau tem uma área de 2,1 km², dos quais 2,1 km² cobertos por terra e 0,0 km² cobertos por água. Silverton localiza-se a aproximadamente 2837 m acima do nível do mar.

### Localidades na vizinhança
O diagrama seguinte representa as localidades num raio de 40 km ao redor de Silverton.

## Demografia
Segundo o censo americano de 2000, a sua população era de 531 habitantes.
Em 2006, foi estimada uma população de 548, um aumento de 17 (3.2%).

## Lista de marcos
A relação a seguir lista as entradas do Registro Nacional de Lugares Históricos em Silverton. O primeiro marco foi designado em 15 de outubro de 1966 e o mais recente em 1 de junho de 2020. Aqueles marcados com ‡ também são um Marco Histórico Nacional.
- Animas Forks
- Frisco-Bagley Mine and Tunnel
- Gold Prince Mine, Mill and Aerial Tramway
- Martin Mining Complex
- Minnie Gulch Cabins
- Shenandoah-Dives Mill‡
- Silverton Historic District‡
- Sound Democrat Mill and Mine and Silver Queen Mine